# Зорін Олексій Михайлович
Олексі́й Миха́йлович Зо́рін (1899, Біла Церква, Російська імперія — 8 березня 1937, Київ, СРСР) — радянський залізничник, начальник Південної (1934) та Південно-Західної залізниці (1934–1936). Репресований сталінським режимом. Кандидат у члени ЦК КП(б)У в січні 1934 — березні 1937 р. Член XIII скликання ЦВК УРСР.

## Життєпис
Олексій Зорін народився у Білій Церкві. До 1917 року був учнем Білоцерківської гімназії, після чого протягом двох років навчався у Комерційному інституті міста Києва. З грудня 1918 до лютого 1919 року входив до партії «Бунд», з лютого 1919 року — член ВКП(б) (партквиток № 1654023). Проходив службу в Червоній армії. У 1919 році виконував обов'язки завідувача повітового статистичного бюро та завідувача культурного відділу 28-го Дубовецького полку. З серпня по грудень 1919 року був організатором повстанських загонів у Обласному підпільному ревкомі Києва. Наприкінці 1919 року був призначений секретарем повітового партійного комітету КП(б)У в Білій Церкві Київської губернії. Після п'яти місяців роботі на посаді, з травня до липня 1920 року займався організацією радянських повстанських загонів на території Київщини. З липня до жовтня 1920 року — секретар політвідділу 1-ї Кінної армії на Польському фронті, з жовтня того ж року — заступник завідувача Управління київського губернського революційного комітету.
З квітня 1921 року до квітня 1922 року обіймав посаду завідувача Звенигородського повітового відділу революційного комітету, з квітня до липня 1922 року працював головою виконавчого комітету Звенигородської повітової ради Київської губернії.
З липня 1922 до квітня 1925 року — старший помічник (заступник) прокурора Київської губернської прокуратури з адміністративного нагляду, а з квітня до листопада 1925 року — Київський губернський прокурор. У листопаді 1925 року призначений на посаду Київського окружного прокурора, на якій працював до квітня 1929 року. З квітня 1929 до листопада 1930 року — член колегії Народного комісаріату юстиції УСРР у Харкові.
У листопаді 1930 року обійняв посаду начальника планово-техніко-економічного відділу Південних залізниць у Харкові. З грудня 1930 до серпня 1931 року — тво. заступника директора Південних і Донецьких залізниць. З 1 вересня 1931 до 27 липня 1933 року — заступник директора Південних залізниць у Харкові. 27 липня 1933 — 1 лютого 1934 року — заступник начальника Південної залізниці в Харкові.
З 1 лютого до 21 листопада 1934 року — начальник Південної залізниці. 21 листопада 1934 року призначений начальником Південно-Західної залізниці, яку й очолював до 17 жовтня 1936 року. З січня 1936 року входив до складу Ради при народному комісарі шляхів сполучень СРСР.
За постановою УДБ НКВС УРСР від 15 жовтня 1936 року заарештований з санкції Військового прокурора Київського військового округу Перфільєва. Вироком Військової колегії Верховного суду СРСР від 8 березня 1937 року засуджений до розстрілу за статтями 54-8 та 54-11 КК УРСР як активний учасник антирадянської троцькістської терористичної організації в Україні, що проводив шкідницьку роботу на залізничному транспорті. Вирок виконано того ж дня.
25 червня 1957 року кримінальну справу щодо діяльності Олексія Зоріна було закрито через відсутність складу злочину. 7 грудня 1989 року його було остаточно реабілітовано.

## Нагороди
- Орден Леніна (4 квітня 1936) — за перевиконання державного плану залізничних перевезень 1935 року і 1 кварталу 1936 року, за успіхи у справі найкращого використання технічних засобів залізничного транспорту і його підприємств.